# Талызин, Владимир Иванович
Влади́мир Ива́нович Талы́зин (19 июля 1904, Рязань — 4 октября 1967, Москва) — российский специалист в области церковного права. 
Окончил Электромашиностроительный институт (1928), Московский институт механизации и электрификации (1938), инженер-механик. Работал на инженерных должностях.
Окончил Московскую духовную академию со степенью кандидата богословия (1950, первым в выпуске; тема кандидатской работы: «Правовые отношения Русской церкви с Византийской со времени крещения Руси до падения Константинополя»).
В 1950—1951 — профессорский стипендиат (стипендиатский отчёт: «Обзор источников церковного права Русской православной церкви»). Магистр богословия (1964; тема диссертации: «Междуцерковные отношения православных автокефальных церквей как ветвь православного церковного права»).
С 1951 — доцент, с 1964 — профессор Московской духовной академии по кафедре церковного права. Также преподавал в Московской духовной семинарии: Практическое руководство для пастырей (1951—1958), Основное богословие (с 1958), Сравнительное богословие (с 1960).

## Критика
Константин Ефимович Скурат, заслуженный профессор Московской духовной академии, доктор церковной истории:
Выходящим из ряда преподавателей своеобразной самобытностью можно считать профессора Владимира Ивановича Талызина. Своеобразие его состояло в том, что он читал лекции по Церковному праву слово в слово по конспекту — поначалу мы специально проверяли, потом перестали. Но что удивительно — читал наизусть! На кафедре у него не было никаких записей. Если мы его останавливали вопросом, он отвечал и снова продолжал, не опуская ни единого штриха из имевшегося у нас и написанного им учебного пособия. Память у него была феноменальная

## Публикации
- На юбилейных торжествах // Журнал Московской Патриархии. 1954. № 8. С. 66-69.
- Ещё одна миссия дружбы и мира // Журнал Московской Патриархии. 1954. № 11. С. 59-64.